# Papilio machaonides
Papilio machaonides là một loài bướm thuộc họ Bướm phượng (Papilionidae). 
Loài Papilio machaonides được mô tả năm 1796 bởi Esper. Loài bướm Papilio machaonides sinh sống ở .

## Hình ảnh

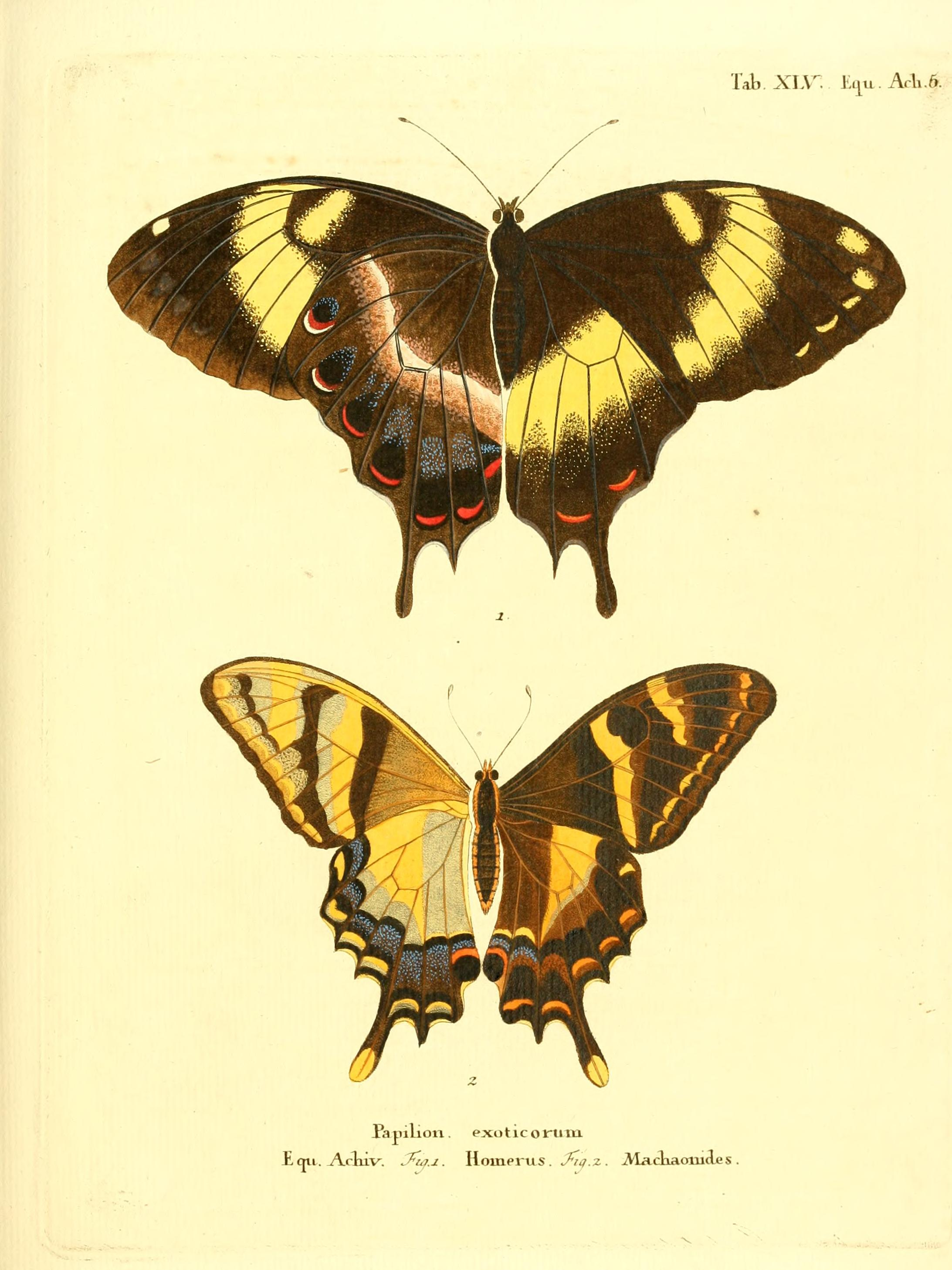